# Демидовская дача
Музей-усадьба «Демидовская дача» — музей в бывшей загородной усадьбе Павла Павловича Демидова, князя Сан-Донато в Нижнем Тагиле. Музей-усадьба находится в городе Нижний Тагил, Тагилстроевском районе города, на улице Красногвардейской, 5а, на Малой Кушве. Музей располагается возле Тагильского пруда, при въезде в центр города. Музей является частью нижнетагильского музейного объединения «Музея-заповедника „Горнозаводской Урал“».

## Описание
Музей-усадьба «Демидовская дача» — это комплекс из трёх каменных зданий в стиле ампир возле Тагильского пруда. Усадьбу окружает небольшой парк, именуемый садом Демидовской дачи. Комплекс состоит из главного, двухэтажного здания и двух одноэтажных флигелей. Главное здание посередине имеет башенку с большим шпилем с флюгером. Если смотреть на усадьбу со стороны улицы Красногвардейской, кажется, будто бы здание только одноэтажное, крыльцо усадьбы со стороны улицы ведёт прямо на второй этаж. Со стороны пруда здание выглядит как двухэтажное, и вход в него с этой стороны ведёт на первый этаж. Со стороны пруда на втором этаже имеется большой балкон с видом на пруд, Лисью гору и Старую Гальянку. По углам и стыкам крыши здание украшено декоративными элементами.
Два флигеля, расположенные по обе стороны от главного здания, представляют собой небольшие одноэтажные домики. Флигели расположены немного ближе к пруду, чем главное здание музея. Между ними, перед входом в главное здание вымощена брусчаткой небольшая площадка с клумбами по углам. Все три здания выкрашены в жёлтый цвет, песочного оттенка, кровля крыш всех трёх зданий и шпиля главного металлические, бордового цвета. От главного здания к пруду ведёт дорожка до каменной пристани, центральная часть которой это смотровая площадка с ограждением, по обеим её сторонам к пруду спускаются две лестницы. Вдоль дорожки до пристани и перед главным зданием установлено несколько фонарей на столбах в старинном европейском стиле. Со стороны улицы, перед крыльцом усадьбы также есть площадка. От обеих площадок идут аллеи по саду усадьбы. Посреди сада расположена бетонная скульптура, оставшаяся с советских времён, изображающая обнажённую пару стоящего юноши и сидящей девушки. Вся усадьба и сад отделены от улицы металлическим витым забором. На первом этаже главного здания располагается кабинет первого владельца усадьбы — горного инженера Фотия Швецова. На втором этаже находится зал для презентаций — «Демидовский» зал. В одном из одноэтажных флигелей (южном) расположена кухня с погребом; в другом (северном) флигеле — помещение для сотрудников музея и охраны.

## История

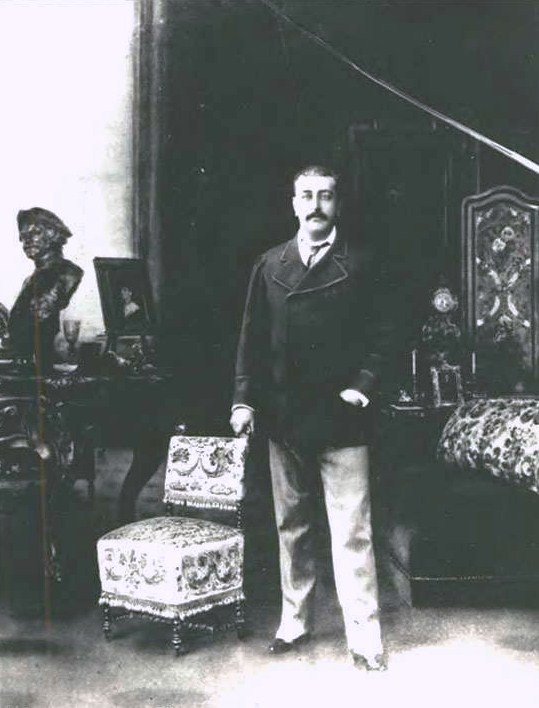
Князь Павел Павлович Демидов

Усадьба была построена в 1837—1843 годах местным инженером и руководителем горной администрации Фотием Швецовым, который владел поместьем до 1855 года.
На генеральном плане Нижнетагильского округа, датируемом 1843 годом, район вдоль Невьянского тракта обозначен как «Матильдино предместье». Так он был назван в честь супруги Анатолия Николаевича Демидова, французской принцессы, дочери младшего брата Наполеона Бонапарта — Матильды де Монфор.
Вторым владельцем дачи стал князь Сан-Донато Павел Демидов.
В годы советской власти дача была железнодорожному ведомству. В здании находился комитет комсомола, дом отдыха железнодорожников, железнодорожный техникум, детский сад с жилыми помещениями. Позднее здесь располагались секции спортивного общества «Локомотив», спортивная база с лодочной станцией. В последние годы усадьба была заброшена, здание находилось в упадке, разрушалось, парк зарастал бурьяном, скульптура обнажённой молодой пары была наполовину разрушена. Усадьба Демидовых превратилась в пристанище местных бомжей и бродячих собак. Кроме того, полуразрушенное здание усадьбы несколько раз горело.
В 2012 году мэр Нижнего Тагила Сергей Носов принял решение восстановить усадьбу. На реконструкцию Свердловская область выделила Нижнему Тагилу 50 млн рублей. Из городского бюджета было потрачено на это 8 млн рублей — на разработку проектно-сметной документации. Весной 2013 года начались работы по реставрации здания, реконструкция продолжалась три месяца. Бо́льшая часть здания не подлежала восстановлению, поэтому было принято решение демонтировать всю верхнюю его часть. В итоге было снесено около 70 % здания: весь второй этаж с полуразвалившейся башенкой. Второй этаж в сжатые сроки был отстроен заново. Также построили одноэтажные флигели, заасфальтировали дорожки и выложили брусчаткой площадки парка, установили новые фонари в старинном европейском стиле и поменяли поломанные секции забора. Каменная пристань на берегу пруда тоже была отстроена заново.
23 сентября 2013 года восстановление усадьбы и парка было закончено. В присутствии областных и городских властей здесь был торжественно открыт музей «Демидовская дача».
В 2014 году была отреставрирована советская парковая скульптура обнажённой молодой пары.

## Экспозиция
На первом этаже главного здания представлен кабинет горного инженера середины XIX века Фотия Швецова. Здесь можно увидеть книжный шкаф, сделанный из древесины карельской берёзы, письменный стол, мягкие кресла, чайный столик, портрет царя Николая I, портрет Александра Гумбольдта.
На втором этаже находится большой парадный зал для приёмов гостей и презентаций. Зал богато украшен живописными и скульптурными портретами представителей династии Демидовых. Также здесь находятся предметы каслинского литья. Парадный зал используется в качестве выставочного зала. В 2015 году в стенах этого зала проходила выставка авторского фарфора.
Также для посещения открыт южный флигель усадьбы, где можно ознакомиться с кухонной утварью, посудой эпохи XIX века. Это блюда из бронзы и фарфора, старинные жестяные банки, бочка, изготовленная из цельного ствола дерева, стеклянные штофы и старинная латунная вафельница.
Помимо экскурсий и выставок, музей-усадьба проводит презентации, фуршеты. В саду усадьбы проходят променады и вернисажи тагильских художников, в которых могут принять участие все желающие. В усадьбе проводят свои фотосессии профессиональные фотографы со всей страны.

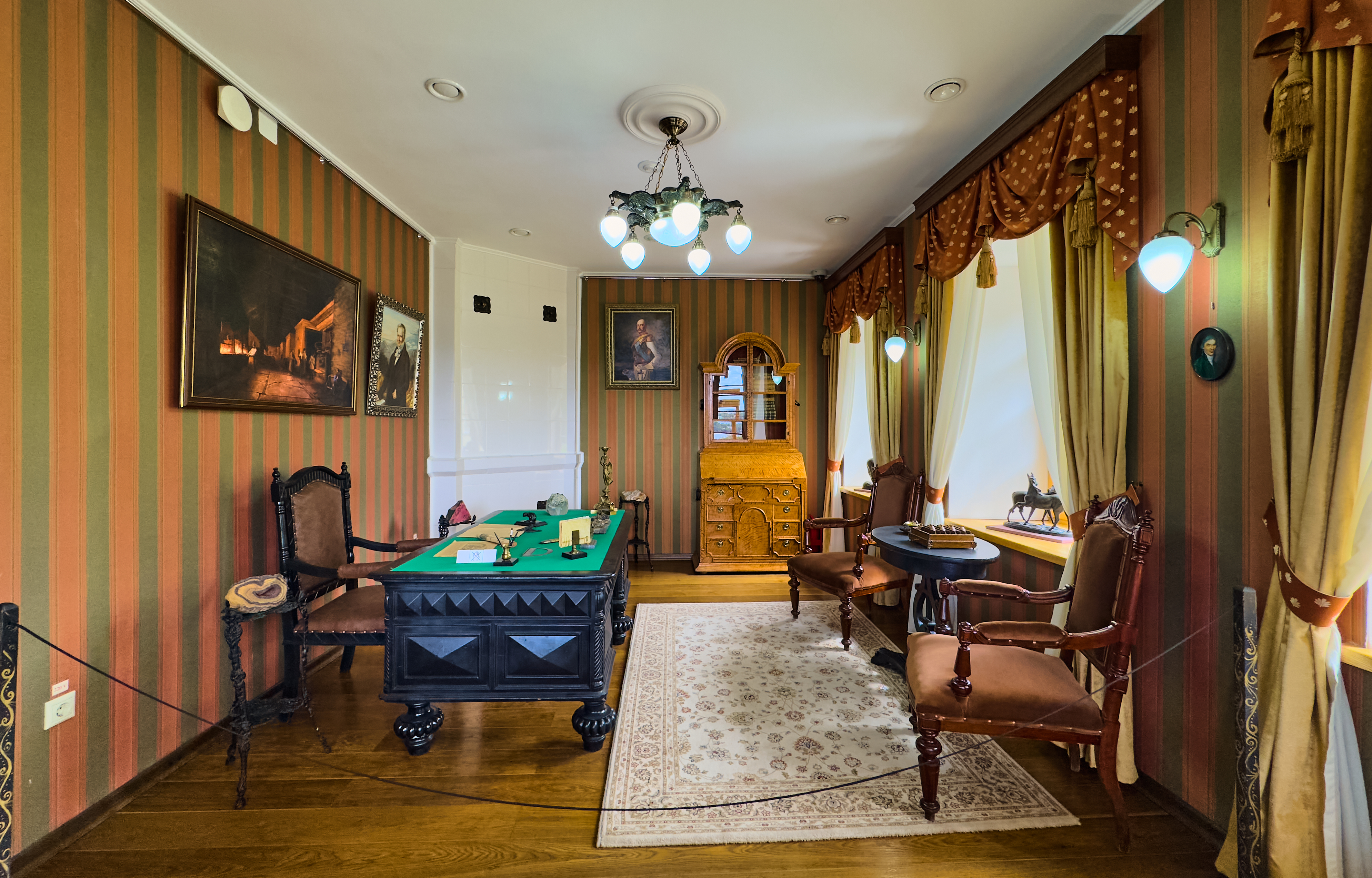
Кабинет на первом этаже
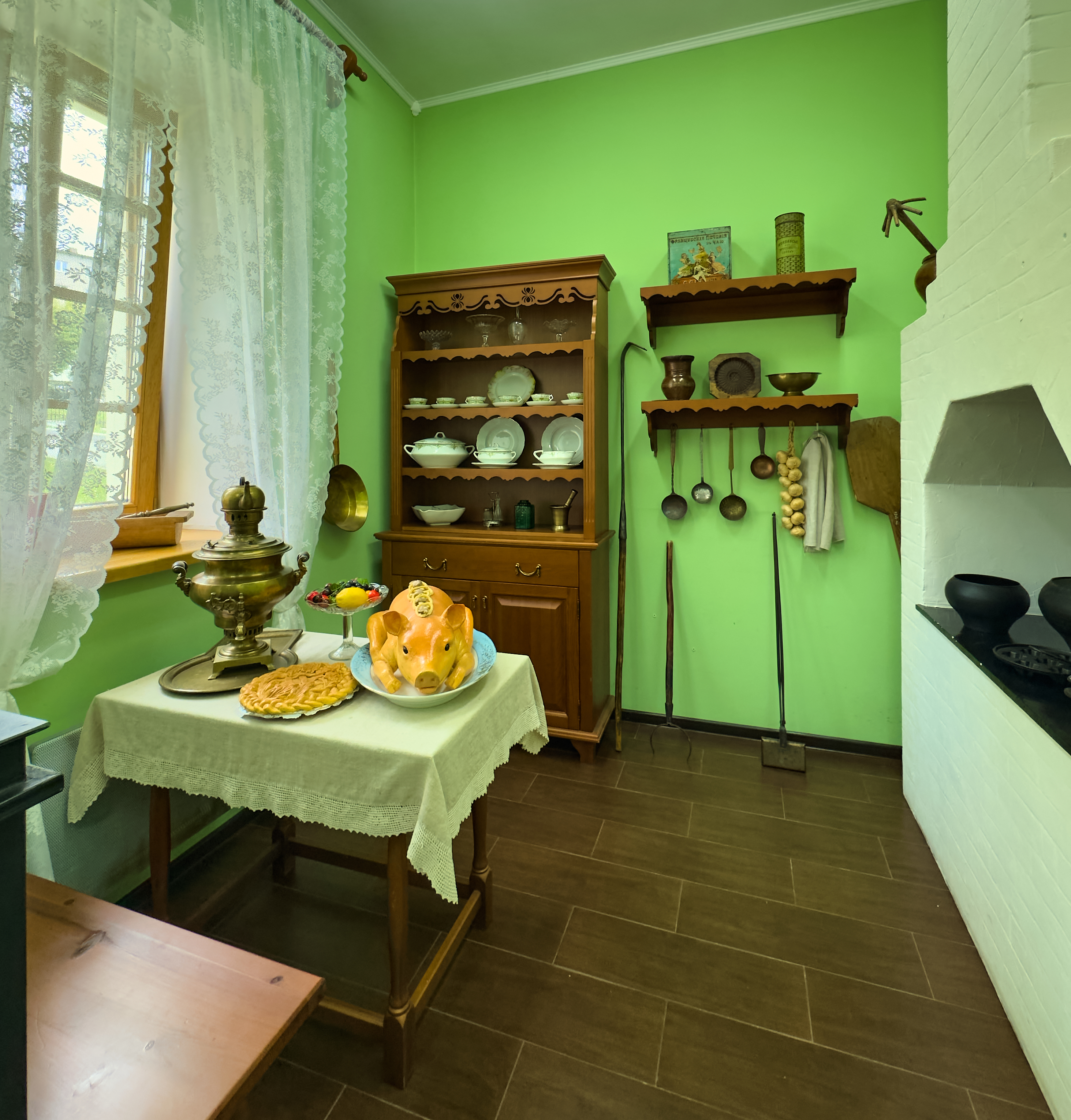
Кухня
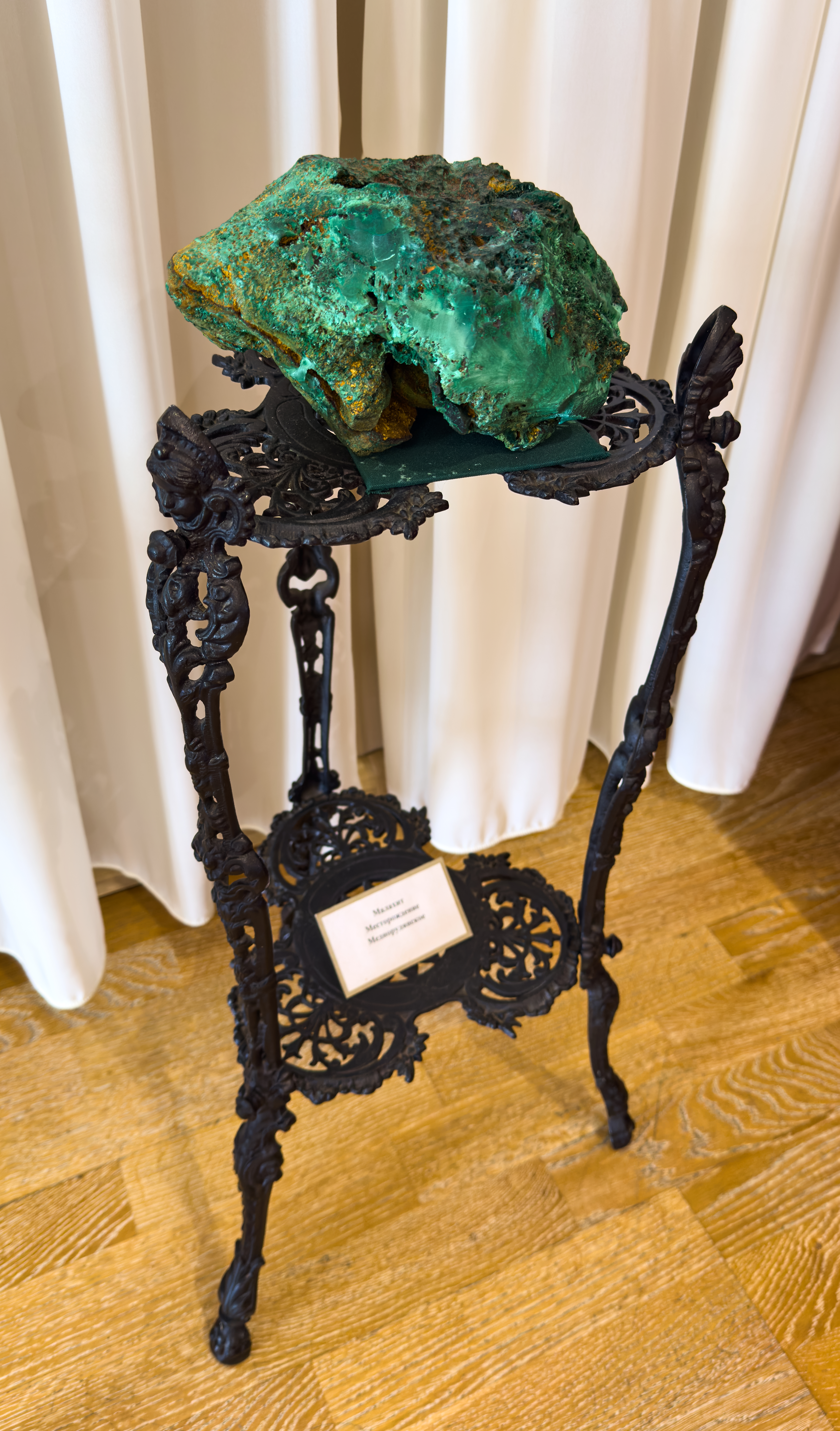
Образец малахита Меднорудянского месторождения
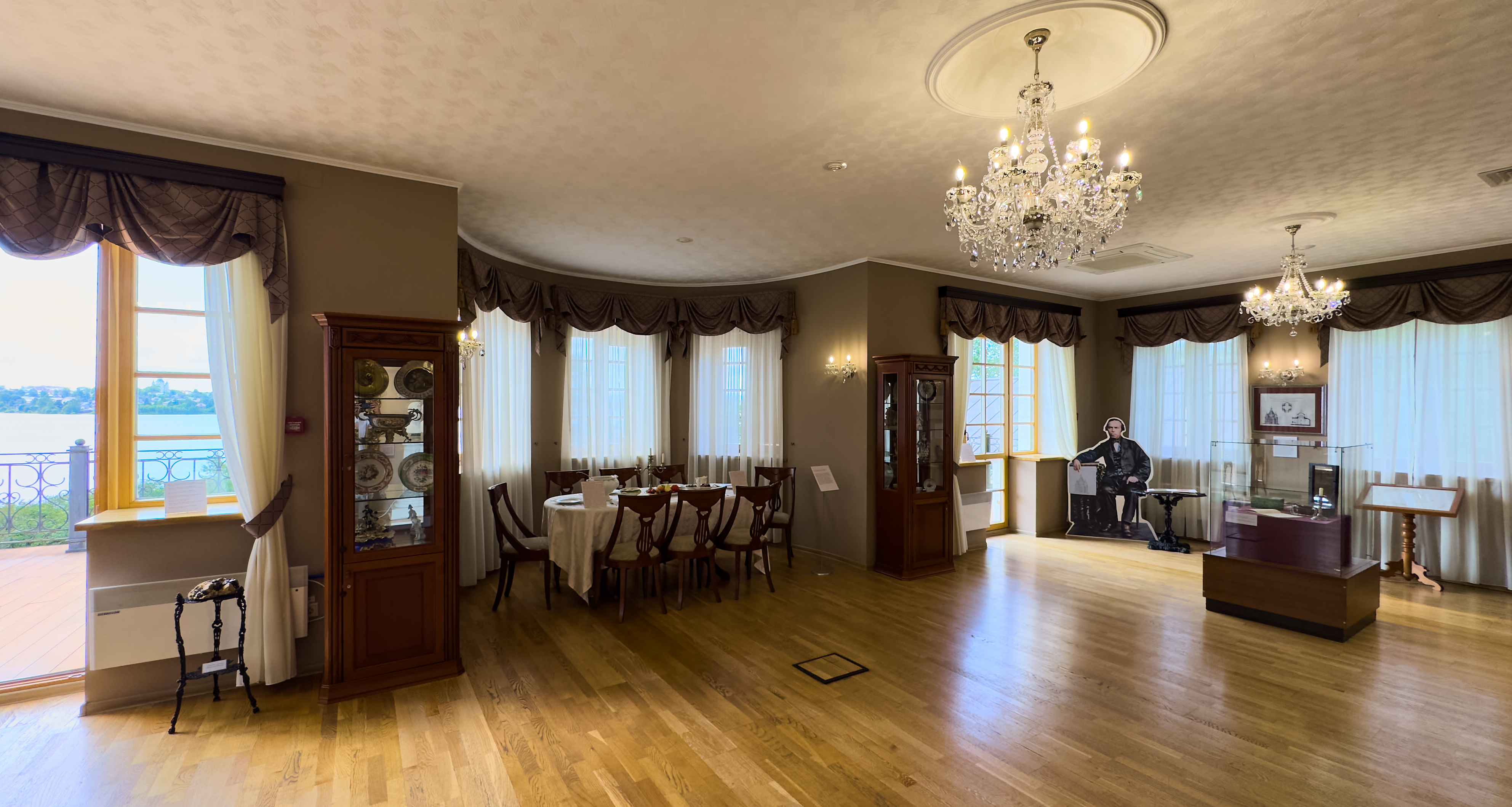
Парадный зал
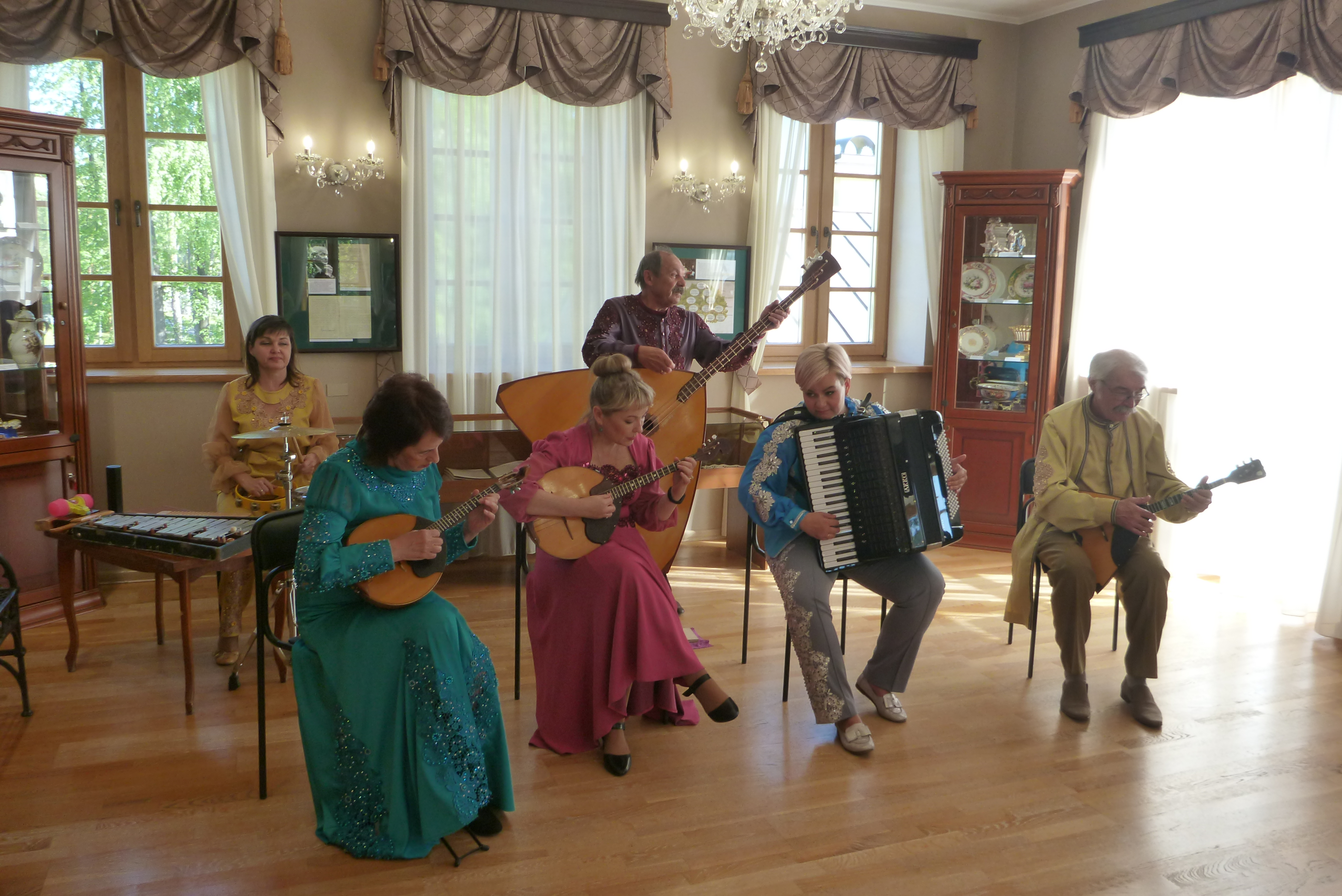
Выступление музыкантов в парадном зале